# Die Bonnards – Malen und lieben
Die Bonnards – Malen und lieben (Originaltitel Bonnard, Pierre et Marthe) ist ein französischer Spielfilm von Martin Provost aus dem Jahr 2023. Die Künstlerbiografie folgt dem Leben des Malers Pierre Bonnard und dessen Muse und Ehefrau Marthe. Die Hauptrollen übernahmen Vincent Macaigne und Cécile de France. Das Werk wurde im Mai 2023 beim Filmfestival von Cannes uraufgeführt.

## Handlung
Der Film zeichnet über fünf Jahrzehnte das Leben des französischen Malers Pierre Bonnard (1867–1947) und seiner Ehefrau Marthe de Méligny (1869–1942) nach. Der in seinem Heimatland als „Maler des Glücks“ betitelte Künstler porträtierte seine Ehefrau, eine selbsternannte Aristokratin, in mehr als einem Drittel seiner Gemälde. Er gilt als einer der größten französischen Maler des 20. Jahrhunderts und widmete sich in seinen Werken dem Impressionismus und der Abstraktion. Dabei verwendete Bonnard kräftige Farben und stellte Szenen des alltäglichen Lebens dar. Gemeinsam mit weiteren Künstlern gründete er 1888 die Gruppe Nabis. Der Künstler betrog Marthe, kehrte aber immer wieder zu ihr zurück, bis er sie heiratete. Später verfällt Marthe im Film dem Wahnsinn. Nach ihrem Tod im Jahr 1942 ließ Pierre ihr Schlafzimmer unberührt.

## Entstehungsgeschichte

### Inspiration

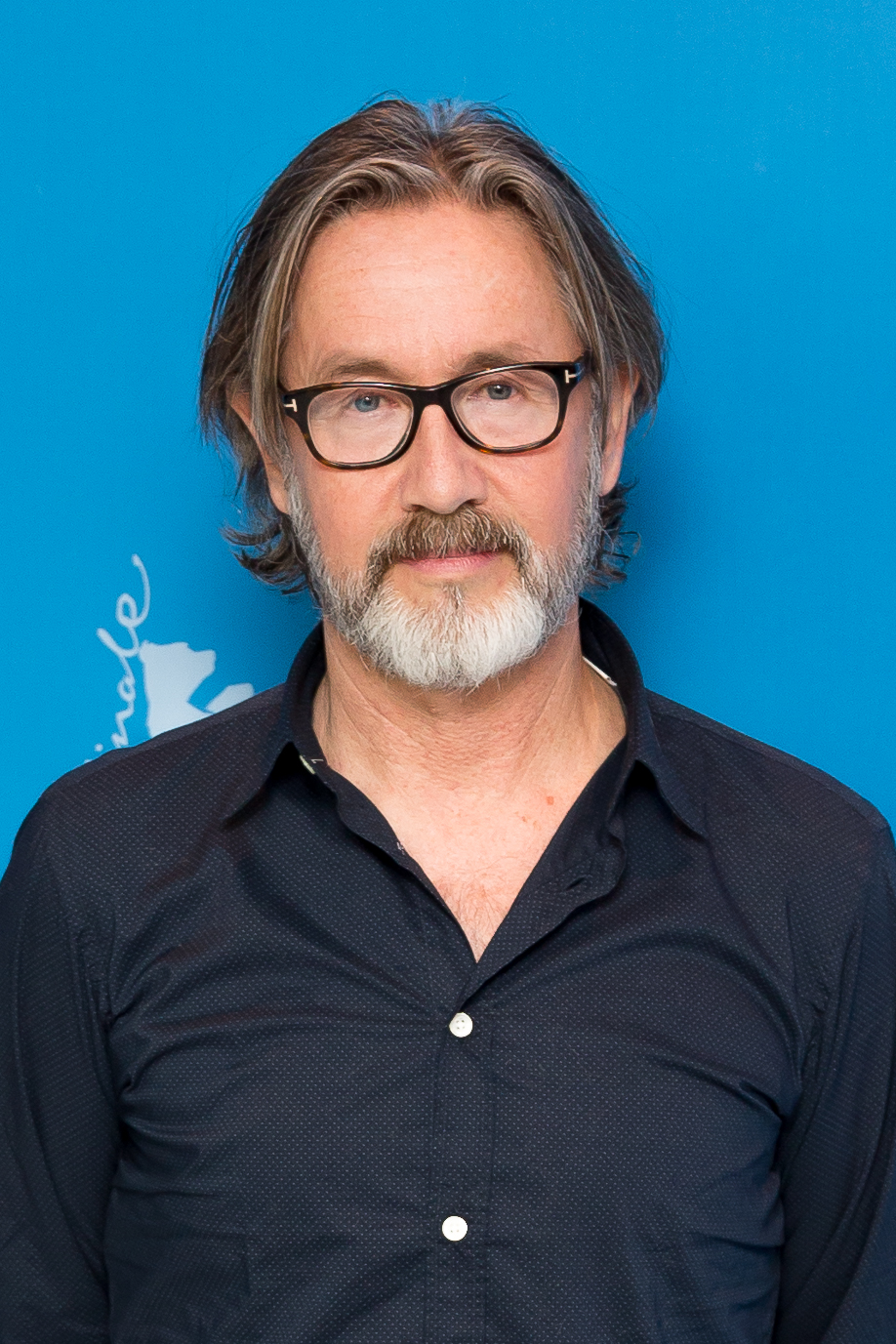
Martin Provost (2017)

Bonnard, Pierre et Marthe ist der siebte Spielfilm des französischen Regisseurs und Drehbuchautors Martin Provost, der auch als Schauspieler tätig war. Er hatte sich zuvor unter anderem durch die erfolgreiche Künstlerbiografie Séraphine (2008) einen Namen gemacht, der die Malerin Séraphine Louis (1864–1942) porträtierte. Eigenen Angaben zufolge bekam Provost als Kind von seiner Mutter ein Poster von einem der Werke Bonnards geschenkt, das seine Ehefrau Marthe zeigte. Er hängte es in seinem Kinderzimmer auf, so dass er es beim Schlafengehen ansehen konnte. „Irgendetwas an dem Bild, die Sinnlichkeit, die Fremdartigkeit, hat mich fasziniert. Es war wie ein Fenster in eine andere Welt“, so der Filmemacher. Bonnard, Pierre et Marthe sei vor allem „das Porträt eines Paares, das die Frage“ aufwerfe, „was die Frau eines Malers“ sei. Der Film sei auch eine Liebesgeschichte über die „Alchemie zwischen Mann und Frau“, so Provost

### Besetzung und Dreharbeiten
Für die Titelrollen wurden Vincent Macaigne als Pierre Bonnard und Cécile de France als dessen Geliebte und spätere Ehefrau Marthe verpflichtet. Für die Rolle des Malers musste Macaigne auf Druck des Regisseurs abnehmen, um seiner Figur körperlich näher zu kommen. De France schuf laut Provost mit Marthe „eine mehrdeutige Figur mit sehr starken Grauzonen“. Zum weiteren Schauspielensemble gehörten Stacy Martin als Renée, Anouk Grinberg als Mäzenin Misia Sert, Grégoire Leprince-Ringuet als Malerkollege Édouard Vuillard, André Marcon als Bonnets Mentor Claude Monet und Philippe Richardin als Maler Maurice Denis.
Die Dreharbeiten fanden nicht im Originalhaus des Künstlers in Le Cannet statt, da Provost daran missfiel, dass es sich zu sehr in die Stadt eingefügt hatte. Er habe für seinen Film „mehr Platz und Natur“ benötigt. Stattdessen filmte er die Szenen in der Domaine d’Orvès in La Valette-du-Var. Der Film wurde zum Teil in der südfranzösischen Stadt Toulon und deren Umgebung gedreht. Hauptdarstellerin de France lobte das Szenenbild des Films. Als Kameramann wurde Guillaume Schiffman engagiert, der bereits an Provosts letztem Film Eine perfekte Ehefrau (2020) mitgearbeitet hatte. Die Filmcrew bestand auch aus dem Kostümdesigner Pierre-Jean Larroque und dem Szenenbildner Jérémie Duchier. Als Produzenten zeichneten François Kraus und Denis Pineau-Valencienne von Les Films du Kiosque verantwortlich. Auch sie hatten an Provosts vorangegangenem Film mitgewirkt.

## Veröffentlichung
Die Premiere von Bonnard, Pierre et Marthe erfolgte am 21. Mai 2023 bei den Filmfestspielen von Cannes. Dort wurde der Film die Sektion Premières aufgenommen, die Werke aufnimmt, für die kein Platz im Hauptwettbewerb um die Goldene Palme war. In Frankreich soll Provosts Regiearbeit im Verleih von Memento Distribution regulär in den französischen Kinos veröffentlicht werden.
Die Verwertungsrechte für Deutschland wurden an den Filmverleih Prokino veräußert, für Österreich an Panda Lichtspiele.